# Dacrydium
Dacrydium — рід хвойних рослин родини подокарпових.
Етимологія: назва роду походить з грецького dakryon — «сльоза», вказуючи на краплі смоли, які виділяє дерево.

## Поширення, екологія
Поширений від Нової Зеландії, Нової Каледонії, Фіджі та Соломонових Островів через малезійську область (Нова Гвінея, Індонезія, Малайзія і Філіппіни), до Таїланду і півдня Китаю.

## Морфологія
Це вічнозелені дводомні дерева й чагарники. Листя молодих рослин широкі, старі рослини голчасті або лускоподібні. Насіння оточене шкіркою. Шкірка м'ясиста і яскравого кольору, у деяких видів в кінці терміну дозрівання.